# 疏水百選
疏水百選（そすいひゃくせん）とは、農林水産省が日本の農業を支えてきた代表的な用水を選定して、用水によりもたらされる“水・土・里”（みどり）を次世代に伝え、維持する活動である。
農林水産省と「疏水百選」実施事務局が合同で、2006年（平成18年）2月3日に決定したもの。
以下にその一覧を明記する。

## 北海道
- 北海幹線用水
- 旭川聖台用水
- 篠津中央篠津運河用水

## 東北
- 稲生川用水（青森県）
- 土淵堰（青森県）
- 岩木川右岸用水（青森県）
- 照井堰用水（岩手県）
- 鹿妻穴堰（岩手県）
- 胆沢平野（岩手県）
- 大堰用水路・立花頭首工（岩手県）
- 奥寺堰（岩手県）
- 愛宕堰（宮城県）
- 大堰（内川）（宮城県）
- 上郷温水路群（秋田県）
- 田沢疏水（秋田県）
- 寒河江川用水（二の堰・高松堰）（山形県）
- 北楯大堰（山形県）
- 金山大堰（山形県）
- 山形五堰（山形県）
- 安積疏水（福島県）
- 会津大川用水（福島県）

## 関東
- 備前堀用水（茨城県）
- 福岡堰（茨城県）
- 那須野ヶ原用水（栃木県）
- おだきさん（栃木県）
- 渡良瀬川沿岸（群馬県）
- 広瀬用水（広瀬川）（群馬県）
- 雄川堰（群馬県）
- 長野堰用水（群馬県）
- 群馬用水（群馬県）
- 見沼代用水（埼玉県）
- 葛西用水（埼玉県）
- 備前渠用水（埼玉県）
- 印旛沼（千葉県）
- 大利根用水（千葉県）
- 両総用水（千葉県）
- 府中用水（東京都）
- 荻窪用水（神奈川県）
- 文命用水（神奈川県）
- 村山六ヶ村堰疏水（山梨県）
- 差出堰（山梨県）

## 中部
- 加治川用水（新潟県）
- 亀田郷（新潟県）
- 十二貫野用水（富山県）
- 常西合口用水（富山県）
- 鷹栖口用水（砺波平野疏水群）（富山県）
- 舟倉用水（富山県）
- 辰巳用水（石川県）
- 金沢疏水群（大野庄用水・鞍月用水・長坂用水）（石川県）
- 手取川疏水群（手取川七ヶ用水・宮竹用水）（石川県）
- 九頭竜川下流（福井県）
- 足羽川用水（福井県）
- 五郎兵衛用水（長野県）
- 塩沢堰（長野県）
- 八ヶ郷用水（長野県）
- 善光寺平用水（長野県）
- 拾ヶ堰（長野県）
- 瀬戸川用水（岐阜県）
- 席田用水（岐阜県）
- 大井川用水（大井川用水・大井川右岸用水）（静岡県）
- 源兵衛川（静岡県）
- 深良用水（静岡県）
- 愛知用水（愛知県）
- 豊川用水（愛知県）
- 明治用水（愛知県）
- 濃尾用水（愛知県）
- 枝下用水（愛知県）

## 近畿
- 立梅用水（三重県）
- 南家城川口井水（三重県）
- 愛知川用水（滋賀県）
- 野洲川流域（滋賀県）
- 犬上川沿岸（滋賀県）
- 湖北用水（滋賀県）
- 洛西用水（京都府）
- 琵琶湖疏水（京都府）
- 大和川分水築留掛かり（長瀬川）（大阪府）
- 東播用水（兵庫県）
- 淡山疏水（淡河川疏水・山田川疏水）（兵庫県）
- 東条川用水（兵庫県）
- 大和平野（吉野川分水）（奈良県）
- 小田井用水（和歌山県）

## 中国
- 大井手用水（鳥取県）
- 天川疏水（島根県）
- 高瀬川（島根県）
- 東西用水（高梁川・笠井堰掛）（岡山県）
- 西川用水（岡山県）
- 芦田川用水（広島県）
- 寝太郎堰（寝太郎用水）（山口県）
- 藍場川（大溝）（山口県）

## 四国
- 那賀川用水（徳島県）
- 香川用水（香川県）
- 銅山川疏水（愛媛県）
- 道前道後用水（愛媛県）
- 山田堰井筋（高知県）

## 九州・沖縄
- 大石用水（福岡県）
- 裂田の溝（福岡県）
- 堀川用水（福岡県）
- 柳川の堀割（福岡県）
- 大井手堰（石井樋～多布施川）（佐賀県）
- 小野用水（長崎県）
- 上井手用水（熊本県）
- 幸野溝・百太郎溝（熊本県）
- 南阿蘇村疏水群（熊本県）
- 通潤用水（熊本県）
- 緒方疏水（大分県）
- 城原井路（神田頭首工）（大分県）
- 杉安堰（宮崎県）
- 清水篠井手用水（鹿児島県）
- 筒羽野の疏水（鹿児島県）
- 宮古用水（沖縄県）